# Лодевейк ван Беркен
Лодевейк ван Беркен (на нидерландски: Lodewyk van Berken) е фламандски бижутер и изобретател.
Ван Беркен е роден в Брюге, но през по-голямата част от живота си работи в Антверпен. Около 1456 г. открива нов начин за шлифоване на диаманти с полиращо колело, пропито със смес от зехтин и диамантен прах. Новият метод дава възможност всички стени на диаманта да се шлифоват симетрично под ъгли, които оптимално отразяват светлината, което допринася значително за нарастването на популярността на диамантите.
Ван Беркен попада под покровителството на бургундския херцог Шарл Смели, който му поръчва през 1470-те години обработката на 137-каратов камък, станал известен по-късно като Флорентински диамант.
От времето на ван Беркен обработката на диаманти се превръща в традиционно занятие на антверпенските евреи. Негова бронзова статуя с диамант в ръка е поставена в Диамантения квартал в Антверпен.